# Vincenzo Rastrelli
Vincenzo Rastrelli (* 1760 in Fano; † 20. März 1839 in Dresden) war ein italienischer Komponist und Gesangslehrer.

## Leben
Vincenzo Rastrelli studierte Komposition bei Stanislao Mattei in Bologna. 
Dort wurde er 1786 Mitglied der philharmonischen Gesellschaft. 
Danach ging er in seine Geburtsstadt Fano zurück, wo er die Stelle des Domkapellmeisters annahm. 
Durch Vermittlung des sächsischen Ministers Camillo Marcolini kam er nach Dresden, wo er 1795 kurfürstlicher Kirchenkomponist wurde. 
In dieser Zeit wurde sein Sohn Joseph Rastrelli geboren.
Im Jahr 1802 gab er diese Stellung jedoch auf, um nach Moskau zu gehen. Dort lebte er vier Jahre.
1807 wurde er erneut als Kirchenkomponist nach Dresden berufen.
Im Jahr 1814, nach der Völkerschlacht bei Leipzig, wurde er vom russischen Generalgouverneur Nikolai Grigorjewitsch Repnin-Wolkonski entlassen und ging nach Italien. 
Rastrelli kehrte aber bald nach Dresden zurück, um als Gesangslehrer am königlichen Hof zu arbeiten. Dort gab er zum Beispiel der
sächsischen Prinzessin Amalie von Sachsen gemeinsam mit Johann Aloys Miksch Gesangsunterricht. 1824 wurde er wieder Kirchenkomponist. Im Jahr 1831 ging er in Pension. 
Für die Katholische Hofkirche schrieb er unter anderem 10 Messen, 3 Vespern und ein Oratorium, die jedoch in Vergessenheit gerieten. 
Sein musikalischer Nachlass wird in der  Sächsischen Landesbibliothek – Staats- und Universitätsbibliothek Dresden aufbewahrt.